# Miloslav Loos
Miloslav Loos (20. ledna 1914 Praha — 2. března 2010 Praha) byl československý cyklista.

## Život
Reprezentoval v silničním závodě na Letních olympijských hrách 1936, kde se držel ve vedoucí skupině a v závěrečném spurtu na dráze AVUS byl na třetím místě, když ho shodil z kola neopatrným manévrem Ital Pierino Favalli. Loos nebyl v závodě klasifikován, ale dodatečně dostal symbolickou bronzovou medaili, protože k pádu došlo v ochranné zóně před cílem. V roce 1937 se stal mistrem Československa v silničním závodě, v roce 1940 vyhrál významný cyklokrosový závod Erlebachův cross.
Vyučil se typografem, absolvoval Filozofickou fakultu Univerzity Karlovy, za války byl totálně nasazen ve strojírenské továrně Askania v Dejvicích. V roce 1947 si otevřel vlastní tiskárnu, o kterou přišel v rámci znárodňování po Únoru 1948. Zúčastnil se prvního ročníku Závodu míru v roce 1948, kde skončil na osmém místě celkové klasifikace. Pak se závoděním skončil a působil jako trenér, vedl i československou reprezentaci. Zemřel ve věku 96 let jako nejstarší český olympionik.